# 高貴男
高 貴男（コ・グィナム、朝鮮語: 고귀남、1933年9月6日 - 2022年5月15日）は、大韓民国の政治家。第10・11・12代大韓民国国会議員。
本貫は済州高氏。号は雲崗（ウンガン、운강）。カトリック教徒。 

## 経歴
日本統治時代の全羅南道康津郡出身。光州高等学校、全南大学校工科大学、同大学院（経営学修士）、朝鮮大学校博士課程修了（経営学博士）。
全南毎日新報政治部長・編集部局長、民主共和党全羅南道支部宣伝部長・組織部長・事務局長、民主正義党国策研究所長、ハンナラ党党務委員、1988年ソウルパラリンピック大会組織委員会委員長、韓国障害者雇用促進公団初代理事長などを務めた。2018年11月23日に行われたソウルパラリンピック開催30周年を記念した式典においては、組織委員長経験者として当時の回想や今後の展開についてを述べた。
2022年5月15日に老衰により死去。享年89。